# Crocodilopolis
Pour les articles homonymes, voir Arsinoé.
Crocodilopolis, connue aussi sous le nom de Ptolemais Euergétis, d'Arsinoë, de Soukhos ou bien de Chédyt, est le nom grec de Médinet el-Fayoum, actuelle capitale du gouvernorat du Fayoum. Ce fut une ville célèbre de l'Égypte antique, chef-lieu du 21e nome de la Haute-Égypte, connue notamment pour ses temples consacrés au dieu-crocodile Sobek.

## Situation géographique
Crocodilopolis se situe dans le Fayoum au sud-ouest de Memphis. Du fait de sa situation géographique, la ville se trouve être dans une région particulièrement fertile, véritable havre pour les agriculteurs qui pouvaient alors cultiver sans grande difficulté céréales, légumes, olives et fleurs.

## Histoire

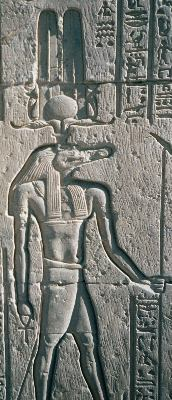
Le dieu Sobek.

Crocodilopolis est le nom donné par les grecs à la ville qui, en Égypte antique, se nommait Shedet (Palmier Inférieur) ou encore Per Sobek, nom relatif au dieu Sobek représenté soit par un crocodile, soit par un homme à tête de crocodile.
Un temple y avait été érigé en l'honneur du dieu où on gardait un crocodile nommé Petsuchos, « fils de Sobek », dans un étang entouré d'une plage de sable. Cette dernière était couverte d'or et bijoux et, à la disposition du crocodile, des prêtres le nourrissaient de gâteaux de miel et de viandes. À sa mort, il était embaumé et rapidement remplacé par un autre fils de Sobek. De grandes tombes avaient été construites pour leur repos éternel et on a découvert, près d'El-Amarna, dans la célèbre grotte des crocodiles, des milliers de momies de crocodiles.
Le crocodile était véritablement sacré : celui qui était dévoré par ce reptile avait l'heureux privilège d'être élevé au rang de l'enfant chéri du dieu. Ainsi, la personne qui périssait dans les mâchoires de la bête était digne de servir de repas au dieu.

## Le labyrinthe de Crocodilopolis
Ce temple funéraire réservé aux défunts crocodiles sacrés, est dû au pharaon Amenemhat III qui fut inhumé dans la pyramide adjacente au labyrinthe.
Selon le voyageur Paul Lucas qui eut le privilège de le visiter au XVIIIe siècle, ce sanctuaire de 200 m sur 170 m présentait un premier grand portique qui donnait sur une salle. On trouvait alors un second portique qui donnait sur une autre salle de moindres dimensions, puis un autre portique derrière lequel se trouvait une nouvelle salle encore plus petite. Il explora ainsi environ 150 chambres.
Cependant, les anciens rapportent que les chambres, au nombre de 3000, étaient reliées les unes aux autres par des couloirs enchevêtrés d'où seul un homme connaissant les lieux pouvait sortir.
Hérodote écrivit à propos du labyrinthe : « J'ai vu le labyrinthe et je l'ai trouvé plus grand encore que de sa renommée. Le labyrinthe surpasse même les pyramides ».

## Condamnation du culte des crocodiles chez les polémistes chrétiens
Les auteurs polémistes chrétiens des premiers siècles de notre ère réprouvent la notion d'animal sacré habituelle chez les Égyptiens. Clément d'Alexandrie, un père de l'Église, en donne une description moqueuse dans l'un de ses traités (Le Pédagogue, Livre III) :
« Lorsque l'on pénètre au cœur du sanctuaire, un prêtre ouvre un rideau en psalmodiant un chant de louanges et nous fait rire devant l'objet de son pieux respect. Car on ne trouve pas dans ce sanctuaire le dieu que l'on aurait tant voulu y contempler, mais un serpent ou un chat, un crocodile ou une autre bête répugnante. C'est ainsi que le dieu des égyptiens se révèle à nos yeux : un monstre qui se vautre sur des tapis de pourpre. »

## Dans l'art et la culture
Les ruines de cette ville sont visibles dans La Chasse au croco du Nil (histoire en bande dessinée de Keno Don Rosa, publiée en 1988).
Dans le jeu vidéo Assassin's Creed Origins, qui se déroule en 49 av. J.-C., il est possible de visiter la ville au sein d'un monde ouvert reconstituant l'Égypte de l'époque.